# OQ-6靶機
Radioplane OQ-6（公司編號RP-14）是一款由無線電飛機公司研製的無人靶機，曾在美國陸軍航空軍訂購少量OQ-6進行服役評估，並簽訂大規模生產合同。然而二戰結束後，航空軍取消了量產合同

## 發展
Radioplane RP-14是一款採用傳統設計的小型無人機，採用支柱支撐的單翼和常規尾翼，採用萊特O-45四缸水平對置活塞發動機。升級版RP-15則採用McCulloch O-90發動機。該機在氣動外形上以OQ-3為基礎並進行改進，具有更好的流線設計。
RP-14於1944年11月首飛，美國陸軍航空軍將其命名為OQ-6，並進行評估，該測試促無線電飛機開發改進型RP-15，並命名為OQ-6A。航空軍隨後與無線電飛機簽訂生產合同。然而二戰結束後，該筆訂單被取消。而後剩餘的少部分OQ-6在1948年重新命名為XOQ-6A，繼續服役於美國空軍。

## 型號
RP-14
最初的版本，使用Righter O-45發動機
OQ-6
美國陸軍航空軍給予RP-14的編號
RP-15
RP-14的升級版本，使用60 hp（45 kW）McCulloch O-90發動機，最高速度提升到195英里每小時（314每小時）.
OQ-6A
RP-15的重新編號
XOQ-6A
美國空軍對剩餘的OQ-6和OQ-6A重新編號